# Castiglione delle Stiviere
Castiglione delle Stiviere är en ort och kommun i provinsen Mantua i regionen  Lombardiet i norra Italien. Kommunen hade 23 704 invånare (2018).
Castiglione delle Stiviere är helgonet Aloysius Gonzagas födelseplats.